# Stoumont (belgisk kommune)
Stoumont er en landkommune i Ardennerne, i Vallonien i provinsen Liège i Belgien. Kommunen havde 3.174 indbyggere i 2020. Kommunens sprog er vallonsk  (fransk).